# Shefqet Krasniqi
Shefqet Krasniqi (ur. 22 czerwca 1966 roku we wsi Siboc niedaleko Obilicia) – kosowski pisarz, imam Meczetu Cesarskiego, żołnierz Armii Wyzwolenia Kosowa. Jest uważany za jednego z najbardziej wpływowych, jak i najbardziej kontrowersyjnych duchownych w Kosowie.

## Biografia
Po ukończeniu szkoły podstawowej w swojej wiosce nauczyciele proponowali mu kontynuację nauki w szkole średniej; postanowił ją jednak kontynuować w medresie. Odbył służbę wojskową, następnie ukończył studia z arabistyki w Medynie.
Na początku lat 90. wrócił do Kosowa. Przez 5 lat pracował jako profesora w jednym z uniwersytetów w Prisztinie. Autor pracy Texhvid i preferuar - Kur'an për të lexuar.

## Konflikt z prawem
We wrześniu 2014 został w Prisztinie zatrzymany przez kosowskie władze z powodu zachęcania ludzi do przyłączania się do radykalnych grup islamskich, działających na Bliskim Wschodzie. W rzeczywistości Krasniqi jest jednym z pierwszych kosowskich imamów, którzy odradzają podróży na Bliski Wschód. Działania kosowskich władz spotkały się z ostrą krytyką, zarzucając im działanie z pobudek politycznych oraz negatywnego postrzegania islamu, mimo że historia islamu w Kosowie sięga XV wieku, a Meczet Cesarski został zbudowany w 1460 roku.
W lutym 2017 r. Krasniqi usłyszał zarzut podżegania do terroryzmu, jednak został uniewinniony z powodu braku dowodów na potwierdzenie danych zarzutów. 1 października tegoż roku sąd apelacyjny podtrzymał tę decyzję.